# Amanda Abizaid
Amanda Abizaid es una cantante y compositora originaria de Beirut (Líbano), que reside en Estados Unidos desde la edad de nueve años.
Amanda formó parte de la banda Blue en Los Ángeles y luego siguió su carrera en solitario. Ha interpretado canciones para varias series de televisión, entre ellas Odd Girl Out, One Tree Hill, Embrujadas, Summerland, Smallville y Los 4400. En esta última canta el tema principal "A Place In Time", escrita por Robert Phillips y Tim Paruskewitz, por la cual los compositores fueron premiados en 2005 en el BMI Film & Television Music Awards.
Sus estudios de piano y flauta, así como su aprendizaje de vocalista empezaron desde la edad de cinco años. A los nueve, su familia se trasladó a Estados Unidos y allí continuó su amor por la música. Ha vivido en Nueva York, Londres y Miami, y ha estado influenciada por diferentes artistas y músicos, permitiéndole encontrar un sonido único y original. Su mezcla de raíces del rock/soul/ecléctico con sonidos del mundo y fascinantes melodías, le da a Amanda el sonido característico que hoy tiene.

## Discografía
Álbumes:
- The Great Plan, Vol. II (2005)

EP/Singles:
- Lebanon, Ata's Song (2005)
- High 5's/Undivided (2005)
- The Great Plan, Vol. I (2004)